# Haldorus
Haldorus är ett släkte av insekter. Haldorus ingår i familjen dvärgstritar.

## Dottertaxa tillHaldorus, i alfabetisk ordning[1]
- Haldorus angulata
- Haldorus appendiculatus
- Haldorus australis
- Haldorus beieri
- Haldorus bellator
- Haldorus bifasciatus
- Haldorus bradshawi
- Haldorus capreolus
- Haldorus clypeatus
- Haldorus cratus
- Haldorus curvatus
- Haldorus distinctus
- Haldorus divergens
- Haldorus drepanus
- Haldorus eurytus
- Haldorus furcatus
- Haldorus krameri
- Haldorus longistylus
- Haldorus macilentus
- Haldorus maculipes
- Haldorus nigrifrons
- Haldorus paraguayensis
- Haldorus parallelocornis
- Haldorus pusillimus
- Haldorus rüppeli
- Haldorus schizus
- Haldorus scissis
- Haldorus serratus
- Haldorus sexpunctatus
- Haldorus truncatistylus
- Haldorus vicarius
- Haldorus williamsi